# Ālūcheh-ye Sabalān
Ālūcheh-ye Sabalān (persiska: آلوچِه ی سَبَلان, آلوچه سبلان) är en ort i Iran.   Den ligger i provinsen Ardabil, i den nordvästra delen av landet, 400 km nordväst om huvudstaden Teheran. Ālūcheh-ye Sabalān ligger 1 889 meter över havet och antalet invånare är 121.
Terrängen runt Ālūcheh-ye Sabalān är huvudsakligen kuperad, men västerut är den bergig. Terrängen runt Ālūcheh-ye Sabalān sluttar österut. Runt Ālūcheh-ye Sabalān är det ganska tätbefolkat, med 139 invånare per kvadratkilometer. Närmaste större samhälle är Sara'eyn, 8,6 km söder om Ālūcheh-ye Sabalān. Trakten runt Ālūcheh-ye Sabalān består i huvudsak av gräsmarker.